# Fayzabad
Ne doit pas être confondu avec Faizabad.

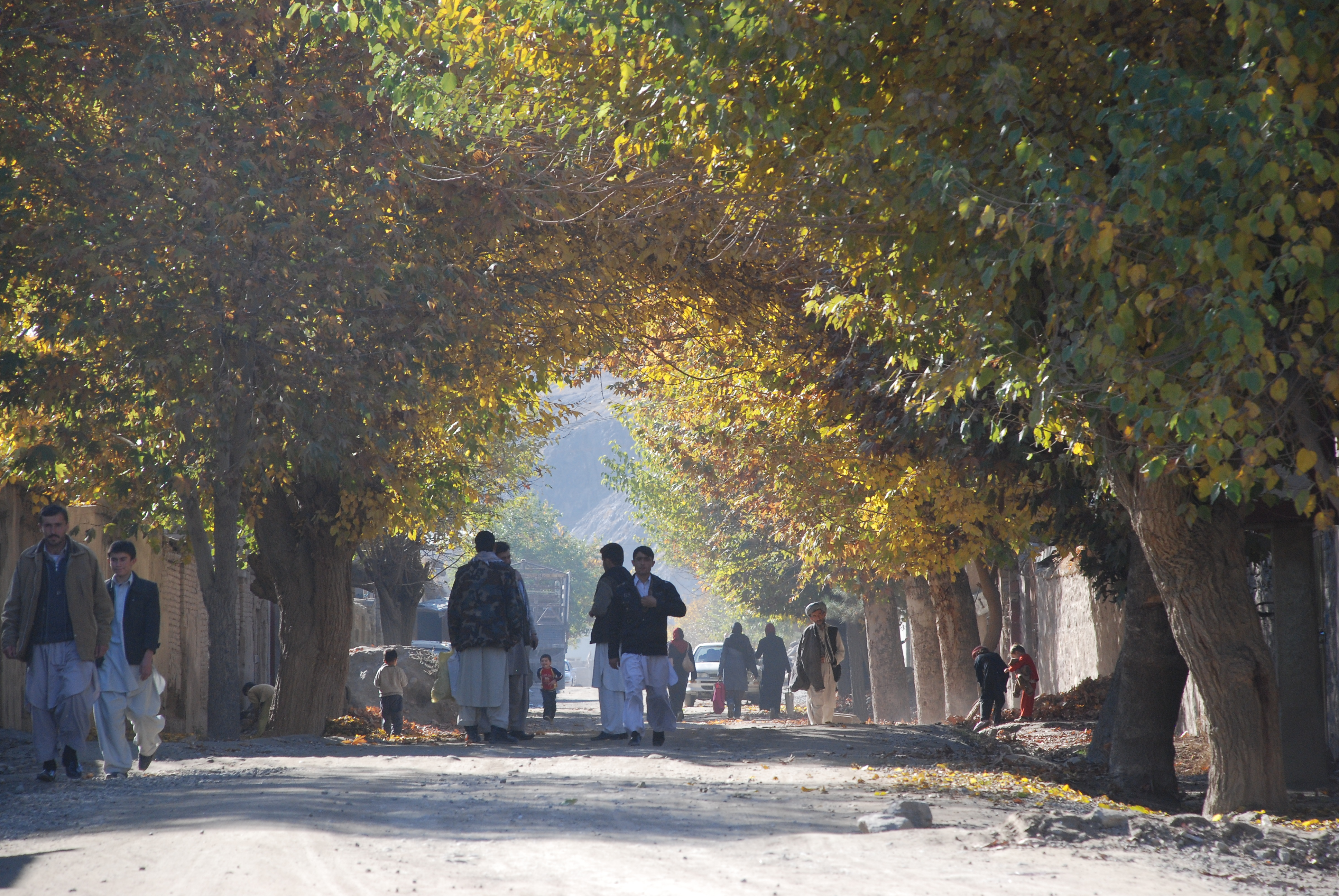
Une avenue à Fayzabad. Novembre 2009.

Fayzabad ou Fayzâbâd (en dari : فيض آباد, Fayzâbâd) est la capitale et la plus grande ville de la province du Badakhchan, dans le nord de l'Afghanistan, avec près de 50 000 personnes. La ville se situe à une altitude de 1 200 m.
Elle est située sur la Kokcha. C'est le principal centre commercial et administratif de la région du Pamir.
La plupart des habitants sont des Tadjiks et des Ouzbeks. Il y demeure une minorité pachtoune et turkmène[réf. nécessaire].
Sept langues sont parlées dans la ville : le dari, le munji, le wakhi, l'ishkashimi, le yezgalami, le sur quli, le shughni et le roshani[réf. nécessaire].
Le 10 août 2021, Fayzabad est la neuvième capitale provinciale à tomber entre les mains des talibans depuis le début de leur offensive.